# Costante (informatica)
In informatica una costante identifica una porzione di memoria il cui valore non varia nel corso dell'esecuzione di un programma. Le costanti possono essere prevalentemente di tre tipi, costanti numeriche, costanti di carattere oppure costanti di stringhe.
Nei linguaggi di programmazione fortemente tipati le costanti al momento della stesura del programma sono precedute da un tipo primitivo, che definisce la tipologia di dati inseribili in tale spazio di memoria occupato al momento dell'inizializzazione delle suddette, che però possono essere anche non tipizzate. Il programmatore durante la stesura può dare qualsiasi nome alle costanti, il quale non modificherà la porzione di memoria utilizzata.
Spesso nei linguaggi di programmazione vengono definite costanti matematiche, come ad esempio pi greco, all'interno di librerie (come nel caso di math.h nella libreria standard del C).
Alcuni linguaggi prevedono modificatori (spesso identificato come const) che permettono di specificare al compilatore che una variabile va considera come una costante.